# Abbaye de Richmond
L'abbaye de Marie-Mère de l'Église (en anglais : Mary Mother of the Church, en latin : Mariæ Mater Ecclesiæ) est une abbaye bénédictine autonome appartenant à la congrégation américano-cassinaise au sein de la confédération bénédictine. Elle se trouve aux États-Unis à Richmond. La communauté comprenait seize moines en 2004.

## Histoire
L'abbaye a été fondée en 1911 par l'abbaye de Belmont. Elle était alors un petit prieuré situé dans la partie encore rurale de Richmond. Aujourd'hui elle se trouve dans un vaste domaine de 50 acres, incluant le campus et surplombant la rivière James River. La demeure de Jefferson se trouve à proximité.
L'abbaye s'occupe d'un centre de conférence et de la Benedictine High School, école secondaire mixte.